# Нове (Фастівський район)
Нове́ — село Боярської міської громади Фастівського району Київської області. Населення становить 388 осіб.
Територія села — 3560 тис.кв.м.

## Історія
Історична дата утворення села Нове 1992 рік, хоча зі слів жителів села воно існує з 1957 року.